# Anthony Carlisle
Anthony Carlisle (Stillington, 15 febbraio 1768 – Londra, 2 novembre 1840) è stato un chirurgo britannico.
Il suo nome è ricordato insieme a quello di William Nicholson per la scoperta dell'elettrolisi nel 1800. Utilizzando una pila voltaica da lui riprodotta riuscì a decomporre l'acqua nei suoi elementi idrogeno e ossigeno.

## Biografia
Anthony Carlisle era il terzogenito di Thomas Carlisle e della sua prima moglie, Barbara Hubback, figlia di John ed Elizabeth Hubback di Coopen (o Cowpen) Bowley, vicino a Billingham, Durham. Barbara morì dando alla luce Anthony, il quale fu allevato da Susannah Skottowe, sposata in seconde nozze dal padre. Susannah era figlia di Thomas Skottowe, il quale impiegò nella sua fattoria il padre del Capitano James Cook, e insegnò al piccolo James a leggere, a scrivere e alcuni rudimenti di aritmetica.  
Poco si sa dell'educazione di Anthony, tuttavia, raggiunta l'età opportuna, si trasferì a York dallo zio materno e suo padrino, il dottor Anthony Hubback. Questi lo avviò allo studio della medicina, e alla sua morte, il giovane Carlisle si trasferì a studiare dal chirurgo William Green, che operava all'ospedale di Durham. Le cronache riportano che nel 1783 Anthony fece volare la prima mongolfiera nei cieli di Durham.
Trasferitosi a Londra per completare gli studi, frequentò la Windmill Street School of Anatomy, dove studiò con John Hunter, George Fordyce, William Cumberland Cruikshank e Matthew Baillie. Carlisle fu un grande estimatore di Hunter e fu uno dei primi ad applicare il metodo da lui elaborato di anatomia comparata.  
Prima di dedicarsi interamente alla medicina, Carlisle studiò anche alla Royal Academy (Accademia di Belle Arti londinese).
Carlisle fu probabilmente autore del romanzo gotico The Horrors of Oakendale Abbey, pubblicato a Londra nel 1797 sotto lo pseudonimo "Mrs Carver."
Carlisle fu insignito del titolo di Fellow dalla Royal Society di Londra nel 1804.
Fu fra i fondatori del Royal College of Surgeouns di cui fu presidente nel 1829 e nel 1839.
Il pittore William Turner fu un suo illustre paziente.

## Opere
- "Observations upon the structure and economy of those Intestinal Worms called Tsenise", Philosophical Transactions of the Royal Society of London, 1794, pp. 246-262.
- An Appeal to the Present Parliament of England on the Subject of the late Mr John Hunter's Museum, London, 1795. (online)
- "An Account of a Peculiar Arrangement in the Arteries distributed on the Muscles of slow-moving  animals," Philosophical Transactions of the Royal Society of London, Vol. 94 (1804), pp. 17-22. (online)
- "The Physiology of the Stapes, one of the organs of hearing, deduced from a comparative view of its structure and uses in different animals ", Philosophical Transactions of the Royal Society of London, Vol. 95 (1805), pp. 198-210. (online - Jstor)
- Hunterian Oration delivered before the Royal College of Surgeons on Monday, Feb. 21, 1820 London, 1820.

## Onorificenze
Fellow dalla Royal Society, Londra (1804).